# Route 351 (Terre-Neuve-et-Labrador)
Pour les articles homonymes, voir Route 351.
La route 351 est une route tertiaire de la province de Terre-Neuve-et-Labrador d'orientation ouest-est, située dans le nord-est de l'île de Terre-Neuve, à l'est de Bishop's Falls. Elle est une route faiblement à moyennement empruntée, servant de route connectrice entre la Route Transcanadienne, la route 1, et Norris Arm. Elle est aussi parallèle à la 1. Route connectrice de cette dernière, elle mesure 22 kilomètres, est nommée Rattling Boulevard et Gillingham Avenue, et est une route asphaltée sur l'entièreté de son tracé.

## Communautés traversées
- Jumpers Brook
- Rattling Brook
- Norris Arm

## Attrait
- Norris Arm Heritage Museum